# En rade (roman)
Pour les articles homonymes, voir En rade.
En rade est un roman de Joris-Karl Huysmans paru en 1887.

## Historique
Le roman est initialement publié en feuilleton dans La Revue indépendante  entre novembre 1886 et avril 1887. Il paraît en volume le 26 avril 1887.
Après À rebours, Barbey d'Aurevilly disait à Huysmans : «Il ne vous reste plus logiquement que la bouche d'un pistolet ou les pieds de la Croix.» Il y a une autre solution : la campagne, la solitude lyrique, le retour à la bonne nature généreuse et consolatrice.

## Résumé
Un couple de Parisiens, malades de cœur et d'argent, décide de se réfugier dans un château de la Brie auprès de cousins paysans. Mais le château est une ruine, la campagne est sinistre : quand il ne pleut pas, on est dévoré par les insectes, et les cousins paysans sont des rustres. Une échappée : le rêve, et c'est dans En rade que se manifeste pour la première fois la curiosité de Huysmans pour le surnaturel.

## Éditions
- Joris-Karl Huysmans, En rade, Paris, Tresse et Stock, 1887, 252 p. (lire en ligne).
- En rade, édition présentée et annotée par Jean Borie, Paris, Folio Gallimard, novembre 1984, 256 p.